# Weald

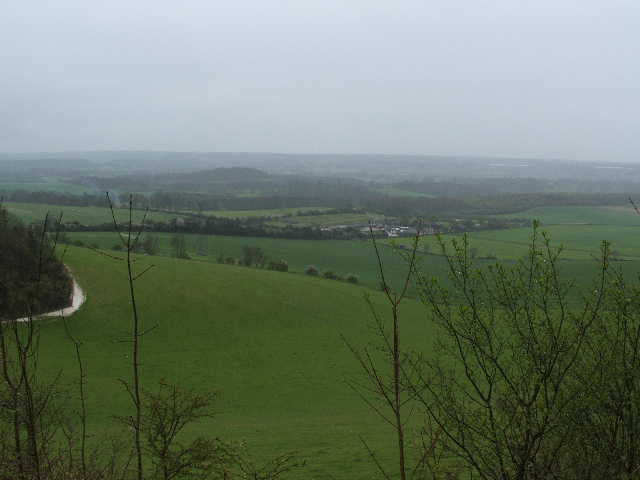
Vista sur, desde North Downs Way, cerca de Detling, a través de Weald, en el condado de Kent.

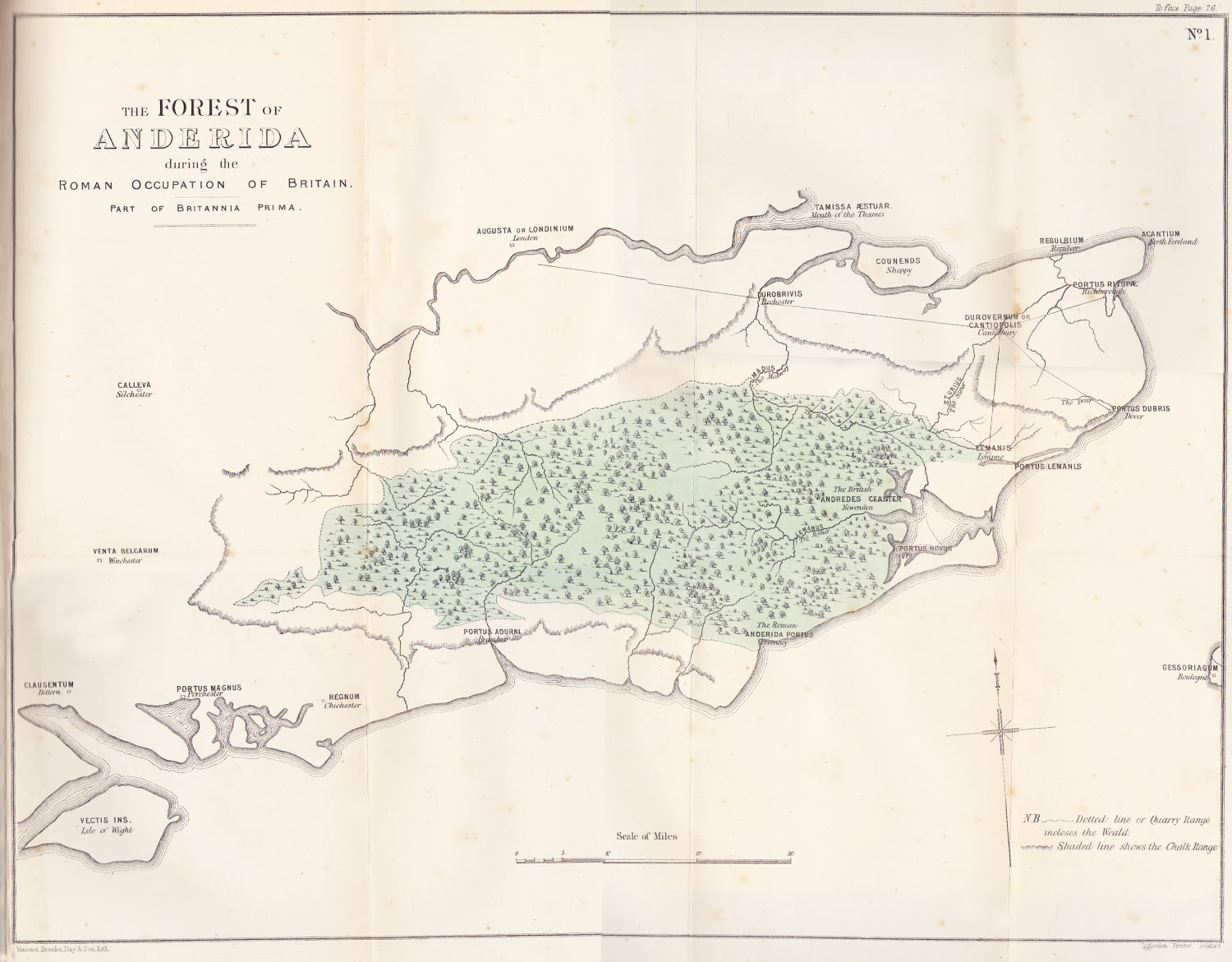
El bosque de Anderida en tiempos de la ocupación romana de Gran Bretaña.

Weald es una zona del sudeste de Inglaterra que se encuentra entre las laderas calizas de North y South Downs. Se extiende a lo largo de los condados de Sussex, Hampshire, Kent y Surrey, y está dividida en tres partes: en el centro, por la tierra arenisca de “High Weald”, en la periferia por la tierra arcillosa de “Low Weald”, y las tierras de Greensand Ridge que se extienden a lo largo de la zona norte y oeste de Weald y que incluyen los puntos más elevados. Weald estuvo, en su día, cubierto de bosque y originariamente, en inglés antiguo, significaba “terreno boscoso”. Este término se usa aún hoy en día y algunas granjas y pueblos contienen este término en su topónimo. 

## Etimología
El nombre “Weald” se deriva del antiguo inglés “weald”, que significaba “bosque”, está relacionado con la palabra alemana “Wald” pero no así con la palabra inglesa “wood”, la cual tiene un origen distinto. Proviene de la raíz germánica del mismo significado y, finalmente, del indo-europeo. “Weald” es una forma específicamente del Sajón Occidental, mientras que “wold” es la forma anglófona de Anglia Orienral. La forma inglesa de la Edad Media es “wēld” y el deletreo moderno es una reintroducción de la forma anglosajona atribuida a William Lambarde en su “A Perambulation of Kent of 1576”.(2) 
En el periodo anglosajón, la zona se denominaba “Andredes weald”, lo que significa “el bosque de Andred”, derivado de Anderida, nombre romano del actual Pevensey (villa del Sussex Oriental) En algunos textos anglosajones, la zona es denominada Andredesleage, cuyo segundo elemento “leage” es también una palabra del inglés antiguo para referirse a “terreno boscoso”, representado en tiempos modernos por “leigh” (pradera). (3) 
La forma adjetivada de “weald” es “wealden”.

## Geología

Sección geológica de norte a sur. High Weald y Low Weald mostrados en conjunto.

El Weald son los restos de una estructura geológica, anticlinal, un domo de capas desgastadas de rocas del Cretácico Inferior formando capas de crestas de arenisca y valles arcillosos. Las rocas más antiguas que aparecen en el centro del anticlinal se correlacionan con las formaciones Purbeck Beds del Jurásico Superior. Sobre estas se hallan las rocas del Cretáceo, incluyendo las del grupo Wealden que se alternan con areniscas y tierra arcillosa, tales como las formaciones Ashdown Sand Formation, Wadhurst Clay Formation, Tunbridge Wells Sand, conocidas en su conjunto como Hastings Beds, y la Weald Clay. El Wealden Group está cubierto por el Lower Greensand y la formación Gault Formation, la cual consiste en Gault y Upper Greensand. (4) 
Las rocas de la zona anticlinal central incluyen arenisca dura, la cual forma colinas actualmente llamadas High Weald. Las zonas circundantes están formadas, en su mayor parte, por tierra arenisca más blanda y por tierra arcillosa, lo que conforma una orografía más suavemente ondulada: la Low Weald. La  anticlinal Weald–Artois Anticline se extiende 64 km más hacia el sureste bajo el estrecho de Dover, e incluye la zona francesa de Boulonnais, la Mancha.  
Se han hallado gran número de fósiles en las tierras areniscas y arcillosas de Weald, entre las que se incluyen restos del dinosaurio Baryonyx. Se supone que el conocido fraude científico del hombre de Piltdown se originó en una cantera de la población de Piltdown, cerca de Uckfield, en Sussex. El primer iguanodonte fue identificado por Mary Mantell, la cual desenterró algunos dientes junto a la carretera de Sussex en 1822. Su esposo, Gideon Mantell, los consideró similares a los de las modernas iguanas, pero mucho más grandes. Este importante hallazgo culminó en el descubrimiento de los dinosaurios. (5) 
La zona contiene importantes reservas de petróleo de esquisto con un total de 4,4 billones de barriles de petróleo en la cuenca del Wealden, de acuerdo con un estudio llevado a cabo en el año 2014. El entonces ministro de industria y energía, Michael Fallon, dijo “creará puestos de trabajo y atraerá a la industria” y supondrá una gran ayuda para el auto-abastecimiento energético del Reino Unido. Se precisa la fracturación hidráulica de la zona a fin de alcanzar dichos objetivos, lo cual ha sido rechazado por los grupos medioambientales. (6)   

## Historia
Algunas de las notas transcritas en la primera parte de esta sección han sido tomadas de la página Web de High Weald. (7)
La evidencia prehistórica señalan que los habitantes del neolítico que iniciaron la agricultura, posteriores a los cazadores-recolectores del mesolítico, dieron como resultado el aclareo forestal de los bosques. Con la llegada de la Edad de Hierro la zona de Weald fue sometida a su primera industrialización. Las areniscas contienen siderita y gracias al combustible obtenido de grandes cantidades de madera para carbón vegetal, la zona de Wealden fue el centro de la industria metalúrgica del momento, incluyendo la época romana, hasta que en 1813 fue clausurada la última fragua (8) De acuerdo con el índice cartográfico romano “Ordnance Survey Map of Roman Britain” existían 33 minas de hierro, de las cuales el 67% se hallaban en Weald. 
Toda la región de Weald se hallaba cubierta de bosque. De acuerdo con la “Anglo-Saxon Chronicle” del siglo IX, la zona se extendía 193 km, o más, por 48 en la época sajona, lo que equivalía a una zona que iba desde Lympne, cerca de Romney Marsh, en Kent, a los bosques de la Forest of Bere, o incluso de la New Forest, en Hampshire. (9) La zona se hallaba escasamente habitada y era poco acogedora, siendo habitada tan solo en los lindes, al igual que en otros lugares de Gran Bretaña, tales como Dartmoor, Fens y el bosque Forest of Arden. (9) Weald fue usado, posiblemente desde la Edad de Hierro, para la trashumancia de animales en los meses de verano. A lo largo de los siglos, la deforestación con fines de construcción naval, obtención de carbón vegetal, vidrio del bosque (o vidrio medieval) y la industria del ladrillo, han dejado a Low Weald casi completamente desprovista de la cubierta boscosa
Mientras que la mayor parte de Weald fue usada para la trashumancia, por las comunidades de los lindes boscosos, al parecer otras partes de bosque de las zonas altas del interior fueron usadas para la caza por parte de los reyes de Sussex. El entramado de caminos para la trashumancia que se da en el resto de las zonas de Weald, no se da en esta zona. (9) La zona incluye St Leonard's Forest, Worth Forest, Ashdown Forest y Dallington Forest.     
Los bosques de Weald fueron usados frecuentemente como lugar de refugio. La crónica “Anglo-Saxon Chronicle” relata acontecimientos acaecidos durante la conquista anglosajona de Sussex, en las que los británicos nativos (a los cuales los anglosajones llamaban “Welsh”, galeses) eran expulsados de las ciudades costeras, buscando asilo en los bosques:
“Año 477 d. C. Este año llegó
    Ælle a Gran Bretaña, con sus tres
   hijos, Cymen, and Wlenking y
   Cissa, y sus tres barcos, 
   desembarcando en un lugar
   llamado Cymenshore. Allí
   mataron a muchos galeses, y 
   algunos escaparon dirigiéndose al
   bosque llamado Andred'sley” (10)
Hasta la Alta Edad Media, el bosque fue un lugar de refugio y guarida de bandidos, bandoleros y forajidos. (10)
Los lugares habitados de Weald se hallan muy esparcidos. Los pueblos se originaron a partir de asentamientos del bosque, generalmente separados por seis u ocho kilómetros unos de otros, lo suficientemente cercanos para transitar a pie pero no lo suficiente para alentar acciones intrusivas. Pocos de estos asentamientos se hallan mencionados en el Domesday Book, o Libro de Winchester. No obstante, la iglesia de Goudhurst, de principios del siglo XII o anterior, y el poblado de Wadhurst, eran suficientemente grandes para mediados del siglo XIII como para obtener cédula real a fin de poder acoger un mercado. Anteriormente, Weald había sido utilizado como pasto de verano para los cerdos por los habitantes de las zonas colindantes. Muchos lugares de la zona contienen nombres relacionados con aquellos tiempos, relacionándolos a las comunidades originales con el sufijo “-den” (cubil, madriguera). Por ejemplo, Tenterden, que era una zona usada por las gentes de Thanet. Los asentamientos permanentes en el Weald se desarrollaron muy posteriormente a otras zonas de las tierras bajas británicas, si bien llegó a haber unas cien fraguas y forjas que operaban en el siglo XVI, las cuales empleaban a gran número de personas. (8)
En el 1216, durante la primera guerra de los Barones, un destacamento de arqueros de Weald, encabezados por William de Cassingham (apodado Willikin de Weald), tendieron una emboscada al ejército de ocupación francés capitaneado por el príncipe Louis, cerca de Lewes y los repelieron a las costas de Winchelsea. La oportuna llegada de la armada francesa permitió a estos escapar de la hambruna. La corona concedió a William una pensión y le nombró guarda forestal de Weald en agradecimiento a los servicios prestados.  
En la primera edición de “El Origen de las Especies”, de Charles Darwin, este se sirvió de datos estimativos de la erosión de los estratos de  caliza, arenisca y arcilla de Weald para sostener la teoría de la selección natural. Charles Darwin era fiel seguidor de la teoría de Lyell sobre el uniformitarianismo y decidió ampliar la teoría de Lyell con una estimación a fin de determinar si hubo, en la historia de la Tierra, suficiente tiempo para sostener sus principios evolutivos. Dio por sentado que el índice de la erosión había sido, aproximadamente, de 2,54 cm por siglo, y calculó la edad de la formación de Weald en aproximadamente 300 millones de años. Si ello fuese cierto, afirmó, la Tierra debía ser mucho más antigua. En 1862, William Thomson (posteriormente Lord Kelvin) publicó un artículo, "On the age of the sun's heat" (Sobre la edad del calor del sol), en el cual –desconocedor del proceso de fusión del sol- calculó que el Sol había estado activo durante menos de 1 millón de años y estimó el límite externo de la edad de la Tierra en 200 millones de años. Basándose en estas estimaciones declaró que las estimaciones geológicas de Darwin eran inexactas. Darwin consideró que los cálculos de Lord Kelvin representaban la crítica más seria a su teoría y retiró sus cálculos acerca de Weald de la tercera edición del “Origen de las Especies” (11)
La cronoestratigrafía moderna muestra que los terrenos arcillosos de Weald datan aproximadamente de hace 130 millones de años en el Cretácico Temprano. (12)   

## Geografía

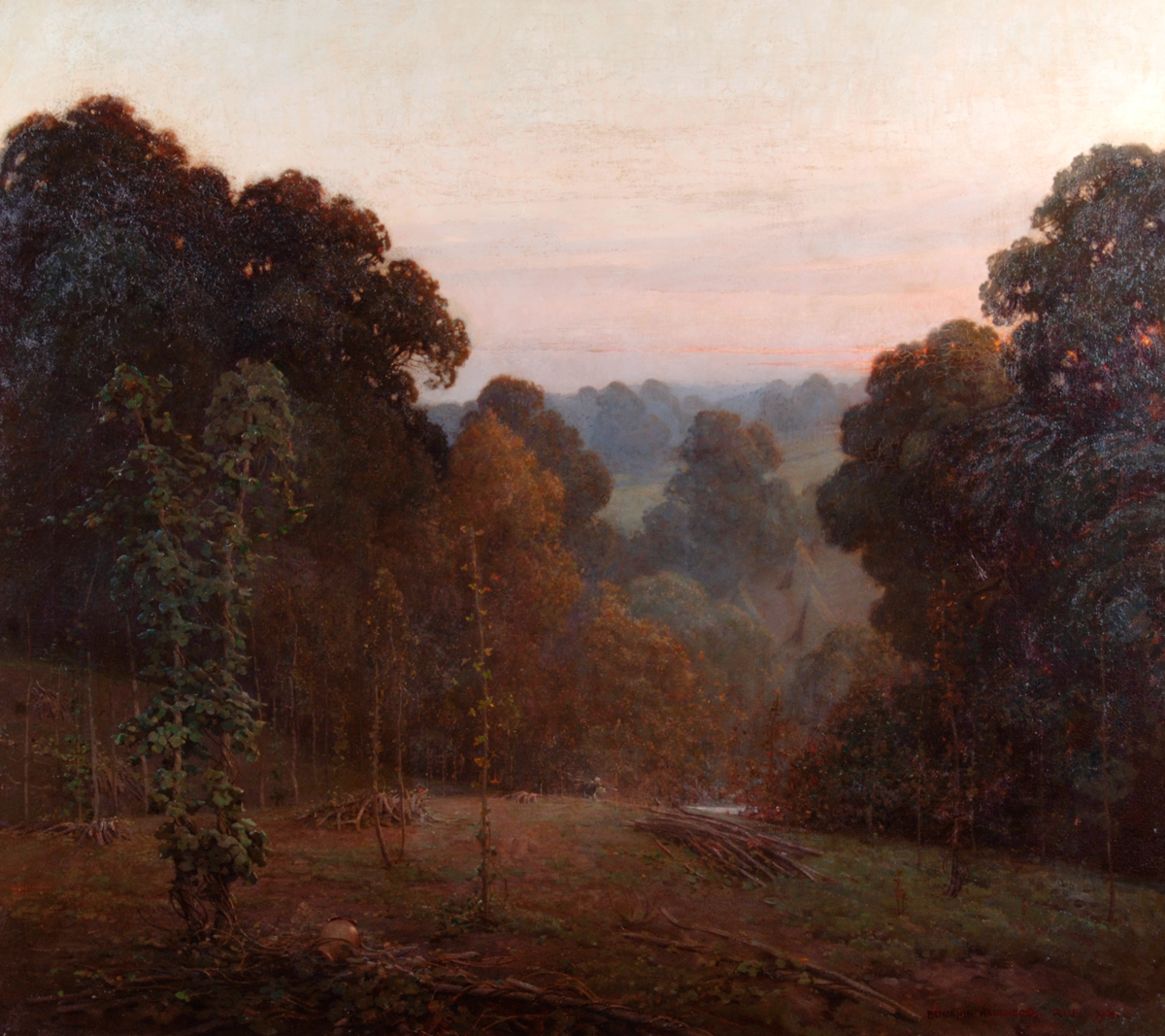
Otoño en Weald, Kent (1904), de Benjamin Haughton

Weald se extiende desde el nordeste de Petersfield, en Hampshire, a través de Surrey y Kent, al norte, y Sussex al sur. La parte occidental de Hampshire y West Sussex, conocida como Western Weald (Weald occidental) se incluyen dentro del parque nacional de South Downs. Otras zonas protegidas de Weald se hallan recogidas en el Surrey Hills Area of Outstanding Natural Beauty y el High Weald Area of Outstanding Natural Beauty. Abarca aproximadamente 137 km de oeste a este y unos 48 km de norte a sur, con una extensión aproximada de 1.300 km². El High Weald se halla en el extremo oriental del Canal de la Mancha, en cuya zona centro se hallan los altos acantilados de arenisca que van desde Hastings a Pett Level, así como los antiguos acantilados que actualmente acogen a centros de atracción turística, tales como Pevensey y Romney Marshes.
Gran parte de la zona central de High Weald se halla acogida a la zona de High Weald Area of Outstanding Natural Beauty. Su paisaje es de colinas suaves de arenisca, atravesadas por riachuelos que forman gargantas de orillas escarpadas que forman torrentes, pequeños prados de forma irregular con brezales y abundantes bosques, en los que se encuentran granjas y caminos y sendas. (14)
 
El bosque de Ashdown Forest, el cual ocupa una gran extensión de brezal y de bosque de la parte arenosa en lo alto de la cresta central de High Weald, es un antiguo bosque de cacería real de ciervos creada por los normandos, de la cual se dice que forma la mayor parte de lo que queda de Andredesweald. (13) 
.Quedan restos de asentamientos, tales como el de Horsham, Burgess Hill, East Grinstead, Haywards Heath, Tonbridge, Tunbridge Wrells, Crowborough y el área costera que va desde Hastings y Bexhill-on-Sea a Rye y a Hythe.
En el mapa ecológico se muestra High Weald en color verde lima. (9a)
El mapa geológico muestra el Alto Weald en verde de lima (9un).
El Low Weald (Bajo Weald) (14), en la periferia, se muestra en el mapa en color verde oscuro (15) y tiene un aspecto completamente distinto. De hecho son los límites erosionados de High Weald (Alto Weald) que revelan una mezcla de afloramientos de arenisca en un sustrato arcilloso. Como resultado, el terreno está formado por valles arcillosos y pequeños bosques y prados. Hay mucha agua en la superficie con numerosos estanques y riachuelos serpenteantes. 
Algunas zonas, tales como las llanuras alrededor de Crawley, se han vuelto urbanas, entre ellas el aeropuerto de Gatwick y sus zonas residenciales suburbanas de Horley-Crawley. Por otra parte, en el Low Weild existen numerosos pueblos y pequeñas ciudades históricas que se asientan sobre formaciones de roca, pero no hay grandes ciudades, si bien Ashford, Sevenoaks y Reigate se encuentran en los límites septentrionales de Low Weald. Los asentamientos tienden a ser pequeños y lineales debido a sus construcciones en madera y al suelo muy arcilloso. (16)
Weald está atravesado por numerosos riachuelos la mayoría de los cuales son tributarios de ríos más caudalosos de la zona, particularmente el Mole, el Medway, el Stour, el Rother, el Cuckmere, el Ouse, al Adur y el Arun. Muchos de estos riachuelos proveyeron la energía necesaria para los molinos y las fraguas para la industria del hierro y los telares.

## Infraestructura de transporte
Las autopistas M25 y la M26 atraviesan el Vale of Holmesdale en dirección norte y lo hacen por los lindes, o las proximidades, del norte de Weald. La carretera M23/A23 a Brighton lo hace por la franja más estrecha del oeste de Weald donde se hallan numerosos nacimientos de riachuelos que corren de norte a sur. También hay numerosas carreteras que siguen este mismo trazado, si bien atraviesan pronunciados cerros y tienen numerosas curvas. La carretera nacional A21 a Hastings sigue estando invadida por el tráfico, con numerosas retenciones, a pesar de haber sido modificada y gozar de un nuevo trazado.     
En el pasado había cinco líneas ferroviarias que atravesaban Weald, de las cuales quedan tres. Su construcción supuso numerosas dificultades para los ingenieros a la hora de atravesar el terreno dada la dureza de la arenisca. La línea Brighton Main Line (línea principal de Brighton) siguió el mismo trazado que lo había hecho antaño la carretera, si bien se tuvo que construir el largo túnel cerca de Balcombe y el viaducto de Ouse Valley. Los afluentes del río Ouse fueron de cierta ayuda a la hora de clausurar las antiguas líneas de East Grinstead-Lewes y Uckfield-Lewes. La línea principal a Hastings tuvo que sortear terrenos difíciles a la hora de ser construida y requirió numerosas curvas y túneles para su tendido. La línea Ashford-Hastings también tuvo que enfrentarse a problemas similares
Existen numerosos recorridos y veredas que atraviesan y se entrecruzan en Weald y cuentan con la asistencia de numeroso mapas recreativos que muestran recorridos tales como:
- ·       The Ramblers' Associations and most District Councils      for walkers. (travesías a pie)
- ·       Sustrans and local county councils for cyclists (cicloturismo)

## Agricultura
Ni la fina, estéril arena de High Weald, ni la apelmazada, húmeda tierra arcillosa de Low Weald son tierras apropiadas para una agricultura intensiva, y la topografía del terreno frecuentemente aumenta las dificultades. Existen pequeñas zonas verdes y fértiles que pueden ser usadas para el cultivo vegetal, tales como las del valle del Western Rother. Históricamente, la zona de siembra de cereales ha variado enormemente, lo que ha conllevado el cambio de precios en el transcurso de las guerras napoleónicas y durante la Segunda Guerra Mundial y posteriormente.  
Weald tiene su propia raza de ganado, llamada Sussex, si bien esta raza se da también en Kent y en partes de Surrey. Obtenida a partir de los fuertes, resistentes toros, cuyos individuos castrados se usaban para arar las tierras arcillosas de Low Weald hasta tiempos más recientes que en la mayoría de los lugares, esta raza de color rojo fue ensalzada por Arthur Young en su libro Agriculture of Sussex, en los años de 1790. William Cobbet elogiaba el hecho de que estas granjas de escasa producción, de la región de High Weald, contasen con tan excelente raza pecuaria. Los cerdos que se criaban en todos los hogares en el pasado, podían ser alimentados en otoño gracias a las bellotas de los bosques de robles. En su novela “Memoirs of a Fox-hunting Man” (Memorias de un cazador de zorros), el poeta y novelista Siegfried Sassoon menciona la “serenity of the Weald widespread in the delicate hazy sunshine" (serena agricultura de Weald que se extiende a través de la delicada bruma luminosa)   

## Vida salvaje
Weald mantiene su carácter forestal con un 23% de su extensión cubierta de bosque (uno de los porcentajes más altos de Inglaterra). Este porcentaje se sobrepasa considerablemente en algunas zonas del centro de la zona. La arenisca de las rocas de Weald es normalmente ácida, lo que conlleva la formación de hábitats de contenido ácido, tales como brezales, de los cuales las mayores extensiones se hallan en los bosques de Ashdown Forest y en tierras cercanas a Thursley.   
Si bien es Francia es frecuente el jabalí, en Gran Bretaña e Irlanda se extinguió en el siglo XVII, pero algunas poblaciones han vuelto a darse, recientemente, en Weald, debido a ejemplares que han escapado de las granjas. (17)

## Cultura
Weald se asocia a varios escritores, particularmente de los siglos XIX y principios del siglo XX. Estos incluyen Vita Sackville-West (1892–1962), Sir Arthur Conan Doyle (1859-1930) y Rudyard Kipling (1865–1936). El bosque de Ashdown Forest, cerca de la casa de campo de A.A. Milne cerca de Hartfield, era el marco para las historias del personaje de Winnie-the-Pooh. John Evelyn (1620–1706), un conocido propietario de una mansión en esta zona, Wotton House, en Surrey, en el valle de Vale of Holmesdale, cerca de  Dorking, al norte de Weald, era un ensayista y autor de botánica, jardinería y geografía. La segunda parte de la obra de E. M. Foster, “A Room with a View” se desarrolla en la casa familiar del protagonista “Windy Corner”, en Weald. 
A principios del siglo XXI, el ayuntamiento de Tunbridge Wells Borough Council editó "Seven Wonders of the Weald" (Las Siete Maravillas de Weald)
- Bayham Old Abbey
- Bedgebury Pinetum
- Bewl Water
- Finchcocks
- Lamberhurst Vineyard
- Marle Place
- Scotney Castle

## Deportes
El juego del cricket pudo haberse originado antes del siglo XIII en Weald (ver History of English cricket to 1696) El “stoolball”, relacionado y parecido al cricket sigue siendo popular en Weald y son, mayoritariamente, las mujeres las que lo juegan. 

## Otras "Wealds" y "Wolds" inglesas
Otras áreas del sur de Inglaterra, tales como Wealds y Wolds comparten el nombre de Weald, incluyendo la zona norte de North Weald, en Essex, y la de Harrow Weald al nordeste de Londres.   
El nombre de “Wold” se usa para describir tierras altas y onduladas del norte de Inglaterra, entre las cuales se hallan las de Yorkshire Wolds y Lincolnshire Wolds, si bien estas están formadas por terreno elevado, calizo.
Cotswolds  está formado por una serie de colinas en la zona sudoeste y oeste del centro de Inglaterra que atraviesan el país de suroeste a nordeste.